# Ali Shaheed Muhammad

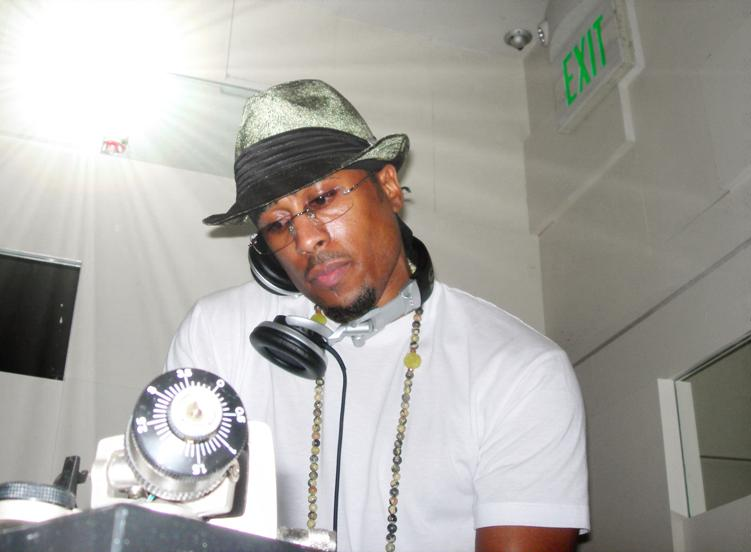
Ali Shaheed Muhammad, 2008

Ali Shaheed Muhammad (nacido el 11 de agosto de 1970) es un DJ de hip hop que disfruta de cierta fama debido a que era miembro de la banda de rap A Tribe Called Quest. El trío está compuesto por Ali, Q-Tip, y Phife Dawg, habiendo publicado 5 álbumes. Después de la desbandada, Ali formó un grupo llamado Lucy Pearl. También ha publicado su primer álbum en solitario, Shaheedullah and Stereotypes.